# Papirus 107
Papirus 107 (według numeracji Gregory-Aland), oznaczany symbolem {\displaystyle {\mathfrak {P}}^{107}} – wczesny grecki rękopis Nowego Testamentu, spisany w formie kodeksu na papirusie. Paleograficznie datowany jest na III wiek. Zawiera fragmenty Ewangelii według Jana.

## Opis
Zachowały się tylko fragmenty jednej karty Ewangelii według Jana (17,1-2.11). Oryginalna karta miała rozmiary 13 na 8,8 cm. Tekst pisany jest w 33 linijkach na stronę. Rękopis sporządzony został przez nieprofesjonalnego skrybę.
Nomina sacra pisane są skrótami.

## Tekst
Tekst grecki rękopisu reprezentuje aleksandryjską tradycję tekstualną. Tekst jest zgodny z Kodeksem Waszyngtońskim.
Zawiera niepowtarzalny wariant tekstowy w 17,1 - ινα κ[αι ου υς δ]οξ[αση σε.

## Historia
Rękopis prawdopodobnie powstał w Egipcie. Na liście rękopisów znalezionych w Oksyrynchos figuruje na pozycji 4446. Tekst rękopisu opublikował W. E. H. Cockle w 1998 roku. INTF umieścił go na liście rękopisów Nowego Testamentu, w grupie papirusów, dając mu numer 107.
Rękopis datowany jest przez INTF na III wiek. Comfort datuje rękopis na początek III wieku.
Cytowany jest w krytycznych wydaniach Nowego Testamentu (NA27).
Obecnie przechowywany jest w Ashmolean Museum (P. Oxy. 4446) w Oksfordzie.